# François Maupu
François Paul Marie Maupu (ur. 30 sierpnia 1939 w Neuville-aux-Bois) – francuski duchowny katolicki, biskup Verdun w latach 2000-2014.

## Życiorys
Święcenia kapłańskie otrzymał 20 grudnia 1964 i został inkardynowany do diecezji Orleanu. Pełnił funkcje m.in. nauczyciela języka francuskiego w Kolegium Sainte Croix w Orleanie (1965-1973), profesora teologii w Centrum Studiów i Refleksji Chrześcijańskiej (a później także jego dyrektora) oraz w seminarium duchownym w tymźe mieście (1973-1980), wikariusza generalnego diecezji (1989-2000) i jej administratora po śmierci biskupa René Picandeta (1997-1998).

### Episkopat
9 marca 2000 papież Jan Paweł II mianował go ordynariuszem diecezji Verdun. Sakry biskupiej udzielił mu 30 kwietnia 2000 biskup Marcel Herriot. Na emeryturę przeszedł 3 lipca 2014.